# Мешалка

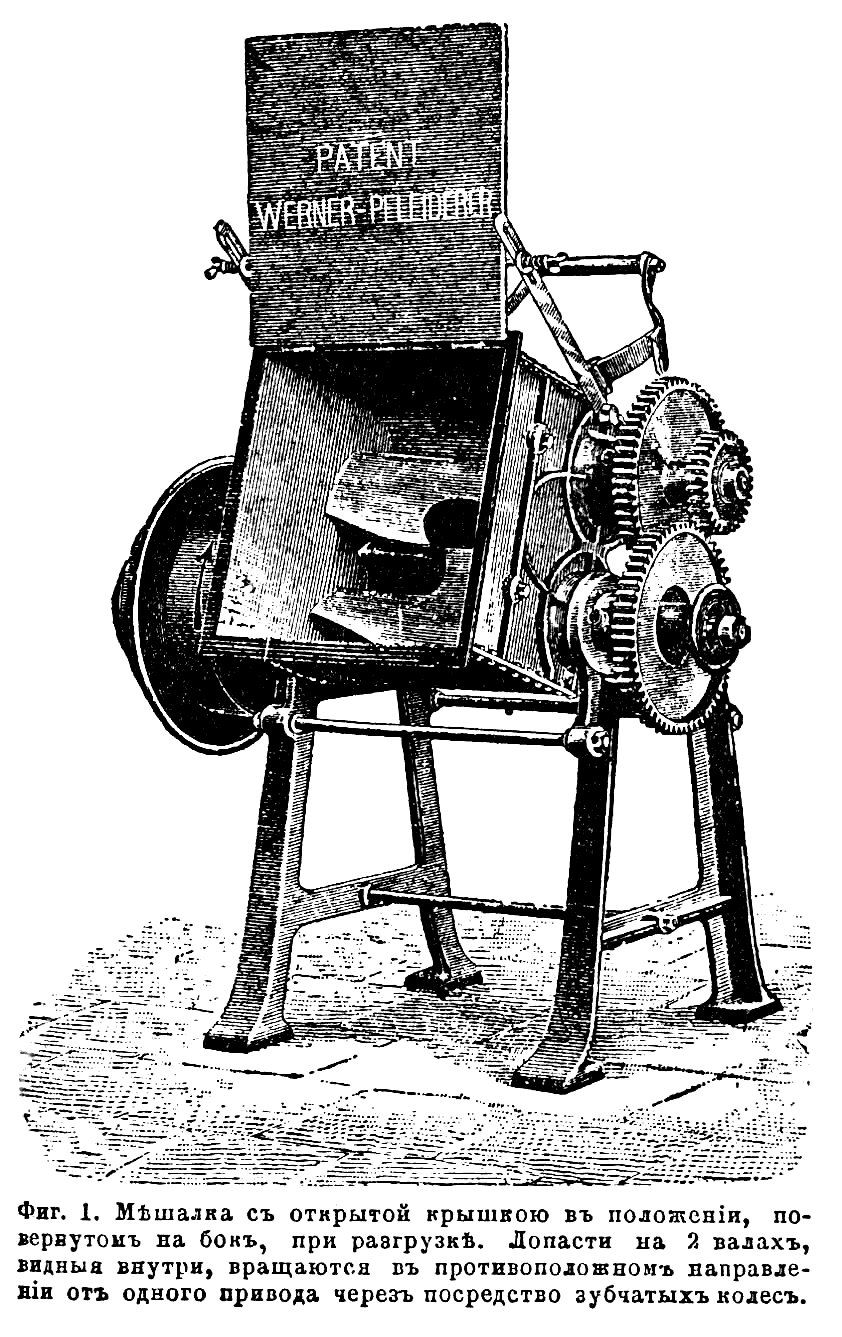
Хлебомесилка Вернера и Пфлейдерера — машина с открытой крышкой в положении, повернутом на бок, при разгрузке. Лопасти на 2 валах, видные внутри, вращаются в противоположном направлении от одного привода через посредство зубчатых колес

Меша́лка — механическое устройство для смешивания, перемешивания, диспергирования, циркуляции веществ, а также для поддержания однородности.
Как правило устанавливаются в ёмкость, однако бывают и портативные (переносные).

## Разновидности ёмкостных мешалок
Ёмкостные мешалки делятся на вертикальные и боковые.
Также бывают мешалки-эмульсификаторы и вакуумные мешалки.

### Вертикальные мешалки
Вертикальные мешалки устанавливаются в ёмкость сверху. В целях предотвращения вовлечения перемешиваемого продукта в круговое движение, вертикальные мешалки монтируются либо эксцентрично к оси ёмкости, либо по центру с установкой отражательных перегородок. Принцип работы зависит от типа используемого пропеллера.

### Боковые мешалки
Боковые мешалки устанавливаются в ёмкости сбоку в наклонном положении. Вращение ротора создает поток, направляющий продукт ко дну ёмкости, а затем к поверхности по стенке, противоположной мешалке. Искривлённое днище ёмкости способствует данному эффекту. Боковая мешалка монтируется децентрализованно, что стимулирует круговой поток. Таким образом, достигается полная гомогенизация перемешиваемого продукта.

### Вакуумная мешалка
Вакуумная мешалка представляет собой герметичный сосуд с установленной центрально сверху или сбоку снизу мешалкой. Основной особенностью данных мешалок является высокое качество перемешивания.

### Мешалка-эмульсификатор
Предназначена для изготовления кремов и паст, конструкция представляет собой герметичный сосуд с центрально сверху установленными двумя мешалками, причем вращаются они вокруг одной оси, но с различными скоростями. Внешняя мешалка низкоскоростная 10-60 об/мин для создание центробежного потока. Внутренняя мешалка высокоскоростная для гомогенизации среды.
Наиболее современные на данный момент решения представляют собой комбинации вышеперечисленных решений.

## Лабораторные мешалки
Как правило, используется вертикальная мешалка из согнутой стеклянной палочки, с электропривоодом. Для работы в герметичной ёмкости может применяться магнитная мешалка: в емкость вводится запаянная с обоих концов короткая стеклянная трубка с магнитным сердечником внутри,  вращаемая магнитным полем через днище сосуда.

## Классификация
По конструктивным особенностям механические перемешивающие устройства делят на две группы: быстроходные и тихоходные.

### Быстроходные мешалки
Быстроходными являются лопастные, пропеллерные, турбинные мешалки, для которых окружная скорость концов лопасти порядка 10 м/с, а отношение диаметра аппарата к диаметру мешалки превышает 3.

### Тихоходные мешалки
Тихоходными являются якорные, рамные мешалки, для которых окружная скорость концов лопасти не превышает 1 м/с, а отношение диаметра аппарата к диаметру мешалки меньше 2.   